# 岩崎夏海
岩崎 夏海（いわさき なつみ、1968年7月22日 - ）は、日本の男性放送作家、小説家である。

## 略歴
東京都新宿区で生まれ、日野市で育つ。父は筑波大学元助教授でアーバンデザイナーの岩崎駿介、祖父は岩崎書店創業者の岩崎徹太、伯父は精神科医の岩崎徹也である。
小学5年時冬期休暇の1979年12月まで日野市内の公立小学校で学び、1980年1月から1981年3月までタイ・バンコクのインターナショナル・スクール、1981年4月から12月までバンコク日本人学校で学ぶ。1982年1月に帰国して中学1年時の3学期に茗溪学園中学校へ編入した。
茗溪学園高等学校で軟式野球部投手として活動して卒業後、東京芸術大学美術学部建築科で学ぶ。藝大は、特に理由がなく建築家で藝大を卒業した父親の勧めに従い進学し、在学中も卒業後も建築に興味はなかった。
『夕やけニャンニャン』を大いに愛好し、『週刊プレイボーイ』が連載した秋元康の企画に葉書を出して秋元に認識され、大学卒業後は秋元康事務所前身のソールドアウトで秋元に師事した。
放送作家として『とんねるずのみなさんのおかげです』『ダウンタウンのごっつええ感じ』『クイズ赤恥青恥』などのテレビ番組制作に参加し、2005年から2007年までAKB48アシスタントプロデューサーを務める。
2007年12月に秋元康事務所を退職し、株式会社インディソフトウェアでゲームやウェブコンテンツの開発に携わり、2009年4月から吉田正樹事務所に所属して文筆作家として活動する。
2009年12月に『もし高校野球の女子マネージャーがドラッカーの『マネジメント』を読んだら』を発売し、2011年4月からNHK総合でアニメ版が放送され、6月にAKB48の前田敦子が主演する映画版が公開された。
2015年7月に、国立競技場の建設に関して「新しい建物はどさくさのうちに建てるしかない」「東京の新陳代謝はすぐに止まってしまう」「建築がばかばかしく巨大な方が面白い」と、計画が見直されたザハ・ハディド案を絶賛した。
祖父が創業した児童書出版社岩崎書店で、2016年に叔父の岩崎弘明から引き継ぎ社長に就いたが、2018年に退任した。
この頃に吉田正樹事務所のウェブサイトからプロフィールが削除され、退所したとみられる。
2022年にコンピュータゲームの歴史を扱った『ゲームの歴史』を稲田豊史と共著する。とみさわ昭仁、岩井浩之、栗田穣崇など多くの業界関係者らから「内容が事実と異なる」と相次ぎ指弾を受け、「この手の意見には全く与しない」とツイッターで反論した。オンラインストアで販売が停止されると、反論を記したブログやツイッターのアカウントを削除した。2023年4月に講談社は、絶版と回収を決定して修正版も否定した。

## 人物
離婚歴がある。2012年1月に、17歳年下で当時26歳のお笑い芸人だった岩間よいこと再婚した。

## 作品

### 小説
- もし高校野球の女子マネージャーがドラッカーの『マネジメント』を読んだら（ダイヤモンド社、2009年）
- エースの系譜（講談社、2011年）
- チャボとウサギの事件（文藝春秋、2012年）
- もし高校野球の女子マネージャーがドラッカーの『イノベーションと企業家精神』を読んだら（ダイヤモンド社、2015年）

### 実用書
- 小説の読み方の教科書（潮出版社、2011年）
- 宇宙って面白いの?（星出彰彦共著、講談社、2012年）
- まずいラーメン屋はどこへ消えた? : 「椅子取りゲーム社会」で生き残る方法（小学館、2013年）
- 競争考 人はなぜ競争するのか（心交社、2015年）
- ゲームの歴史（稲田豊史共著、講談社、2022年）

### ノンフィクション
- 甲子園だけが高校野球ではないシリーズ（監修、廣済堂出版）
  - 甲子園だけが高校野球ではない（2010年）
  - 甲子園だけが高校野球ではない 2（2012年）
  - 最後のプレイボール（2014年）
  - ここで負けてしまってごめんな（2016年）
  - ぼくは泣かない（2018年）
- 鮭はここまで約束守ってんのに（桜井章一共著、竹書房、2011年）
- 『もしドラ』はなぜ売れたのか?（東洋経済新報社、2014年）

## 論文
- 「チームで社会現象を巻き起こす : AKB48」理念と経営、2013年
- 「税の恨みはどこまでも追いかけてくる」熱風、2013年
- 「人間のモチベーションとは何か : 「もしドラ」とAKB48を巡って」金融財政事情、2013年

## 出演

### テレビ
- スタジオパークからこんにちは（2011年3月2日、NHK総合）
- 雑学王3時間スペシャル（2011年3月24日、テレビ朝日）
- 日経スペシャル 未来世紀ジパング〜沸騰現場の経済学〜（テレビ東京）

### ネット番組
- ポリタスTV（YouTube、2020年7月3日）